# گامویک
گامویک (به لاتین: Gamvik) یک شهرداری در نروژ است که در فینمارک واقع شده‌است. گامویک ۱٬۴۱۶٫۳۴ کیلومتر مربع مساحت و ۱٬۱۵۳ نفر جمعیت دارد.